# Xysticus alpicola
Xysticus alpicola is een spinnensoort uit de familie van de krabspinnen (Thomisidae).
De wetenschappelijke naam van de soort werd in 1882 gepubliceerd door Wladislaus Kulczynski.